# Arabella longipedata
Arabella longipedata är en ringmaskart som beskrevs av Monro 1931. Arabella longipedata ingår i släktet Arabella och familjen Oenonidae. Inga underarter finns listade i Catalogue of Life.